# Olaf Feuerborn
Olaf Feuerborn (* 12. Juli 1961 in Zülpich) ist ein deutscher Landwirt, Politiker (CDU) und Abgeordneter im Landtag von Sachsen-Anhalt.

## Leben
Olaf Feuerborn absolvierte nach der Hauptschule und einer Ausbildung zum Büromaschinenmechaniker eine weitere Ausbildung im Landwirtschaftssektor mit Abschluss als Staatlich geprüfter Landwirt. Er wurde zunächst als Anbauberater für Kartoffeln tätig, dann ab 1988 als Betriebsleiter in einem Landwirtschaftsbetrieb, ab 1991 als Leiter eines Kartoffelabpackbetriebes. Er übernahm 1994 einen landwirtschaftlichen Betrieb in Cosa bei Köthen.
Feuerborn engagiert sich im Verbandsbereich und amtiert seit 2016 als Präsident des Bauernverbandes Sachsen-Anhalt. Zudem gehört er dem Verbandsrat des Deutschen Bauernverbandes an und ist Vorsitzender der Union der deutschen Kartoffelwirtschaft.

## Politik
Feuerborn gehört seit 1998 dem Ortschaftsrat von Cosa an und war von 2002 bis 2007 Bürgermeister des Ortes. Seit 2010 hat er ein Mandat im Stadtrat der Stadt Südliches Anhalt, zudem ist er seit 2013 Ortschaftsbürgermeister der Gemeinde Prosigk. Bei der Landtagswahl in Sachsen-Anhalt 2021 erhielt er ein Direktmandat im Wahlkreis Köthen.
Zudem fungiert er als Kirchenvorstandmitglied der katholischen Gemeinde in Köthen. Er hat unter anderem die Aufsicht für das Katholische Senioren-Pflegeheim St. Elisabeth Köthen.